# Martin Lopez
Martín López (Estocolmo; 20 de mayo de 1978) es un baterista sueco y uruguayo conocido por sus nueve años de participación en el grupo sueco de metal progresivo, Opeth y por su banda SOEN desde el año 2010.

## Biografía
López nació en Suecia, siendo hijo de padres uruguayos emigró a corta edad a Uruguay donde hizo sus estudios primarios y secundarios en el barrio Colón, para luego regresar a Suecia. Se unió a Opeth en 1998 tras abandonar la banda Amon Amarth, habiendo tocado en el álbum Once Sent From the Golden Hall. Con Opeth participó en los álbumes My Arms, Your Hearse, Still Life, Blackwater Park, Deliverance, Damnation y Ghost Reveries. Su técnica va desde la música latina y el jazz hasta el despliegue brutal del death metal, siendo capaz de pasar ágilmente desde partes suaves y pausadas a partes rápidas y con predominio del doble pedal. 
Durante la gira Lamentations, López tuvo varios ataques de pánico y se le diagnosticó un envenenamiento de la sangre, producto de una rara enfermedad. Debido a problemas de salud, López abandonó Opeth el 12 de mayo de 2006, siendo reemplazado por Martin Axenrot.
Superados sus problemas de salud, Martín ha vuelto a trabajar con su música. Formó la banda SOEN con el vocalista Joel Ekelöf (Willowtree) y el guitarrista Kim Platbarzdis, a la cual se unió el 28 de mayo de 2010 el bajista Steve DiGiorgio (ex Death, Testament, etc). El álbum debut de SOEN que lleva el nombre de "Cognitive" salió a la venta en Europa y USA el 15 de febrero de 2012.
En noviembre de 2014 SOEN publicó su segundo álbum titulado "Tellurian" con la siguiente formación: Joel Ekelöf (voz), Martín López (batería), Kim Platbarzdis (guitarra) y Stefan Stenberg (bajo).
En 2016 se publicó Lykaia, el tercer álbum de SOEN. Para este álbum añadieron a sus filas a Lars Åhlund (Órgano) y a Marcus Jidell (Guitarras).
Y el 1 de febrero de 2019 fue lanzado Lotus a través de Silver Lining Music. Producido por David Castillo e Iñaki Marconi, y precedido por el sencillo "Martyrs" el 7 de diciembre de 2018. En este álbum la nueva alineación de la banda incluyó como guitarrista a Cody Lee Ford.
En 2021 lanzan su quinto álbum Imperial, también producido por Iñaki Marconi y mezclado por Kane Churko. Este álbum es producto de la pandemia del COVID-19. En los meses subsiguientes se lanzarían varios temas no incluidos en Lotus y otros temas en solitario.